# Forêts pluviales d'altitude de la Péninsule Huon
Localisation
Les Forêts pluviales d'altitude de la Péninsule Huon est une écorégion définie par le fonds mondial pour la Nature (WWF). Elle correspond à la péninsule de Huon, à l'est de la Papouasie-Nouvelle-Guinée. Elle appartient à l'écozone australasienne et au biome des forêts décidues humides tropicales et subtropicales.